# Lista rezervațiilor naturale din Republica Moldova
În Republica Moldova, rezervațiile naturale sunt arii protejate, care reprezintă spații naturale, valoroase din punct de vedere științific, destinate păstrării și restabilirii unui sau a mai multor componente ale naturii pentru menținerea echilibrului ecologic. Conform Legii nr. 1538 din 25.02.1998 privind fondul ariilor naturale protejate de stat, sunt înregistrate 51 rezervații silvice, 9 de plante medicinale și 3 mixte: în total 63 de rezervații naturale. Suprafața totală este 8.009 ha.

## Lista
| Denumire                          | Raion | Amplasare | Proprietar                           | Suprafață | Coordonate                                      | Imagine        |
| --------------------------------- | ----- | --- | ------------------------------------ | --------- | ----------------------------------------------- | -------------- |
| Rezervații silvice                |       | |                                      |           |                                                 |                |
| Voinova                           | AN    | la nord de satul Șerpeni, ocolul silvic Anenii Noi, Voinova, parcela 41 | Gospodăria Silvică de Stat Chișinău  | 27 ha     | 47°02′58″N 29°20′47″E / 47.049365°N 29.346514°E | vezi mai multe |
| Rosoșeni                          | BR    | ocolul silvic Briceni, Rosoșeni, parcelele 11, 12, 14, subparcela 2 | Gospodăria Silvică de Stat Edineț    | 149 ha    | 48°21′51″N 27°02′16″E / 48.364107°N 27.037701°E |                |
| Baurci                            | CH    | la sud de satul Baurci-Moldoveni, ocolul silvic Larga, Români, parcela 25, subparcelele 1, 9; parcela 36, subparcelele 1, 2, 4; parcela 37, subparcela 4                                                                                 | Gospodăria Silvică de Stat Cahul     | 93,1 ha   | 46°02′09″N 28°15′46″E / 46.035809°N 28.262839°E | vezi mai multe |
| Sitișchi                          | CC    | ocolul silvic Camenca, Sitișchi, parcela 32 | Gospodăria Silvică de Stat Rîbnița   | 90 ha     | 47°59′23″N 28°49′46″E / 47.989599°N 28.8295°E   |                |
| Vadul                             | CC    | ocolul silvic Camenca, Vadul, parcelele 6, 7 | Gospodăria Silvică de Stat Rîbnița   | 135 ha    | 48°08′02″N 28°39′47″E / 48.13397°N 28.663092°E  |                |
| Colohur                           | CC    | la sud de satul Caterinovca, ocolul silvic Rașcov, Colohur, parcelele 22, 23, 25 | Gospodăria Silvică de Stat Rîbnița   | 178 ha    | 47°54′31″N 28°54′07″E / 47.908675°N 28.901836°E |                |
| Ciobalaccia                       | CT    | la 2 km est de satul Ciobalaccia, ocolul silvic Baimaclia, Aluniș, parcela 34, subparcelele 14, 15 | Gospodăria Silvică de Stat Iargara   | 13,4 ha   | 46°09′05″N 28°18′04″E / 46.15144°N 28.300981°E  | vezi mai multe |
| Molești-Răzeni                    | CN    | ocolul silvic Răzeni, Vila Molești-Răzeni, parcelele 30-32; subparcelele 1, 2, 7; parcela 33, subparcelele 1, 5 | Gospodăria Silvică de Stat Cimișlia  | 250,7 ha  | 46°46′07″N 28°45′36″E / 46.768689°N 28.759923°E |                |
| Sadova                            | CL    | ocolul silvic Călărași, Sadova, parcelele 33, 34 | Gospodăria Silvică de Stat Călărași  | 229 ha    | 47°12′58″N 28°18′28″E / 47.216152°N 28.307841°E | vezi mai multe |
| Boguș                             | CL    | ocolul silvic Hîrjauca, Vila Hîrjauca, parcela 26 | Gospodăria Silvică de Stat Călărași  | 89 ha     | 47°18′46″N 28°12′10″E / 47.31289°N 28.20274°E   |                |
| Leordoaia                         | CL    | ocolul silvic Hîrjauca, Hîrjauca-Sipoteni, parcela 31 | Gospodăria Silvică de Stat Călărași  | 158 ha    | 47°20′09″N 28°09′50″E / 47.335765°N 28.163925°E | vezi mai multe |
| Scăfăreni                         | CL    | ocolul silvic Hîrjauca, Scăfăreni, parcela 49 | Gospodăria Silvică de Stat Călărași  | 97 ha     | 47°18′52″N 28°08′04″E / 47.314479°N 28.134341°E | vezi mai multe |
| Voinova                           | CL    | la vest de satul Onești, ocolul silvic Pitușca, Voinova, parcela 11 | Gospodăria Silvică de Stat Călărași  | 192 ha    | 47°18′14″N 28°28′05″E / 47.303956°N 28.467979°E | vezi mai multe |
| Misilindra                        | CS    | la sud de satul Hagimus, ocolul silvic Căușeni, parcela 21, subparcela 6 | Gospodăria Silvică de Stat Bender    | 1,7 ha    | 46°43′50″N 29°28′11″E / 46.73054°N 29.469673°E  |                |
| Hîrtopul Moisei                   | CM    | ocolul silvic Mihailovca, Hîrtopul Moisei, parcela 15 | Gospodăria Silvică de Stat Cimișlia  | 101 ha    | 46°35′17″N 28°57′19″E / 46.588069°N 28.955287°E |                |
| Liceul Bolgrad                    | GE    | în apropierea satului Frumușica, ocolul silvic Congaz, Liceul Bolgrad, parcela 26, subparcela 2 | Gospodăria Silvică de Stat Iargara   | 54 ha     | 46°05′00″N 28°26′14″E / 46.083459°N 28.437313°E | vezi mai multe |
| Dubăsari                          | CR    | ocolul silvic Grigoriopol, Dubăsari, parcela 38, subparcelele 14, 20-22 | Gospodăria Silvică de Stat Bender    | 93 ha     | 47°06′58″N 29°17′08″E / 47.116091°N 29.28544°E  |                |
| Zoloceni                          | CR    | ocolul silvic Criuleni, Zoloceni, parcela 24 | Gospodăria Silvică de Stat Chișinău  | 69 ha     | 47°14′23″N 29°07′15″E / 47.239593°N 29.120767°E | vezi mai multe |
| Pădurea Băxani                    | DR    | raioanele Drochia și Soroca, între satele Popești și Băxani | Gospodăria Silvică de Stat Soroca    | 45 ha     | 48°07′03″N 28°04′21″E / 48.117433°N 28.072506°E |                |
| Dancu                             | HN    | ocolul silvic Cărpineni, Dancu, parcelele 2, 3 | Gospodăria Silvică de Stat Hîncești  | 131 ha    | 46°45′06″N 28°10′51″E / 46.751637°N 28.180825°E |                |
| Nemțeni                           | HN    | ocolul silvic Onești, Nemțeni, parcela 2 subparcelele 2, 3 | Gospodăria Silvică de Stat Hîncești  | 20,9 ha   | 46°54′09″N 28°05′25″E / 46.902481°N 28.090284°E |                |
| Sărata Galbenă                    | HN    | ocolul silvic Cărpineni, Sărata Galbenă, parcelele 28, 32, 33 | Gospodăria Silvică de Stat Hîncești  | 220 ha    | 46°43′25″N 28°24′23″E / 46.723516°N 28.406444°E |                |
| Vila Caracui                      | HN    | ocolul silvic Bozieni, Vila Caracui, parcela 37 | Gospodăria Silvică de Stat Hîncești  | 84 ha     | 46°40′38″N 28°36′30″E / 46.677182°N 28.608455°E |                |
| Sărata-Răzeși                     | HN    | ocolul silvic Cărpineni, Sărata-Răzeși, parcela 15 | Gospodăria Silvică de Stat Hîncești  | 27 ha     | 46°39′45″N 28°14′27″E / 46.662546°N 28.240742°E | vezi mai multe |
| Pogănești                         | HN    | la vest de satul Sărata-Răzeși (raionul Leova), ocolul silvic Cărpineni, Pogănești-II, parcela 14, subparcelele 1, 4-7 | Gospodăria Silvică de Stat Hîncești  | 203 ha    | 46°40′42″N 28°13′41″E / 46.678361°N 28.228158°E |                |
| Molești                           | IL    | la 2 km sud de satul Molești, ocolul silvic Răzeni, Vila Molești – Răzeni, parcela 11, subparcela 1; parcela 12, subparcela 3 | Gospodăria Silvică de Stat Cimișlia  | 5 ha      | 46°46′38″N 28°45′25″E / 46.777344°N 28.756848°E |                |
| Sector-etalon de pădure           | IL    | între satele Malcoci și Condrița, ocolul silvic de scumpie Scoreni, Scoreni, parcela 22, subparcelele 1, 2, 4, 7; parcela 23, subparcela 3                                                                                               | Gospodăria Silvică de Stat Strășeni  | 110,2 ha  | 47°02′28″N 28°36′48″E / 47.041228°N 28.613404°E | vezi mai multe |
| Ostianova                         | LV    | ocolul silvic Hîrtop, Ostianova, parcelele 23-26 | Gospodăria Silvică de Stat Iargara   | 211,2 ha  | 46°28′11″N 28°31′08″E / 46.469846°N 28.519014°E | vezi mai multe |
| Seliște-Leu                       | NS    | ocolul silvic Păruceni, Seliște-Leu, parcela 27-30 | Gospodăria Silvică de Stat Nisporeni | 315 ha    | 47°06′43″N 28°05′30″E / 47.11183°N 28.091576°E  | vezi mai multe |
| Cabac                             | NS    | ocolul silvic Iurceni, Cabac, parcela 7, subparcela 17; parcela 8, subparcela 20; parcela 11, subparcela 6 | Gospodăria Silvică de Stat Nisporeni | 24,7 ha   | 47°11′04″N 28°08′37″E / 47.184581°N 28.143518°E | vezi mai multe |
| Zberoaia – Lunca                  | NS    | ocolul silvic Grozești, Zberoaia-Lunca parcela 8, subparcelele 1-41 | Gospodăria Silvică de Stat Nisporeni | 147,9 ha  | 46°57′55″N 28°05′24″E / 46.965278°N 28.09°E     | vezi mai multe |
| Ocnița                            | OC    | ocolul silvic Ocnița, Ocnița, parcela 16 | Gospodăria Silvică de Stat Edineț    | 103 ha    | 48°23′04″N 27°22′52″E / 48.384366°N 27.381234°E |                |
| Mestecăniș                        | OC    | ocolul silvic Ocnița, Mestecăniș, parcela 9 | Gospodăria Silvică de Stat Edineț    | 44 ha     | 48°24′27″N 27°23′16″E / 48.407617°N 27.387706°E |                |
| Climăuți                          | OC    | ocolul silvic Ocnița, Climăuți, parcela 50 | Gospodăria Silvică de Stat Edineț    | 70 ha     | 48°21′55″N 27°34′45″E / 48.36521°N 27.579188°E  |                |
| Cobîleni                          | OR    | ocolul silvic Susleni, Cobîleni, parcela 1, subparcela 2; parcela 2, subparcelele 1, 3 | Gospodăria Silvică de Stat Orhei     | 33,5 ha   | 47°31′12″N 29°01′06″E / 47.52°N 29.01833333°E   | vezi mai multe |
| Vîșcăuți                          | OR    | ocolul silvic Susleni, Vîșcăuți, parcela 43, subparcelele 11, 15 | Gospodăria Silvică de Stat Orhei     | 24 ha     | 47°25′12″N 29°03′51″E / 47.420134°N 29.064051°E | vezi mai multe |
| Erjova                            | RB    | ocolul silvic Erjova, Erjova, parcelele 31, 32 | Gospodăria Silvică de Stat Rîbnița   | 123 ha    | 47°49′10″N 29°02′01″E / 47.819432°N 29.033619°E |                |
| Stînca                            | RS    | ocolul silvic Rîșcani, Stînca, parcela 4 | Gospodăria Silvică de Stat Glodeni   | 55 ha     | 47°55′51″N 27°17′44″E / 47.930907°N 27.295503°E | vezi mai multe |
| Pociumbeni                        | RS    | ocolul silvic Rîșcani, Pociumbeni, parcela 1, subparcelele 13, 19 | Gospodăria Silvică de Stat Glodeni   | 53 ha     | 47°59′35″N 27°15′31″E / 47.993038°N 27.25853°E  | vezi mai multe |
| Lucăceni                          | RS    | ocolul silvic Rîșcani, Lucăceni, parcela 19, subparcelele 3, 5, 11,18; parcela 20, subparcela 2 | Gospodăria Silvică de Stat Glodeni   | 49,6 ha   | 47°51′57″N 27°18′52″E / 47.865888°N 27.31432°E  |                |
| Șaptebani                         | RS    | ocolul silvic Rîșcani, Șaptebani, parcela 7, subparcela 9 | Gospodăria Silvică de Stat Glodeni   | 17 ha     | 47°55′57″N 27°20′13″E / 47.932523°N 27.336816°E |                |
| Copanca                           | SL    | ocolul silvic Copanca, Copanca, parcelele 41, 43, 44 | Gospodăria Silvică de Stat Bender    | 167 ha    | 46°42′46″N 29°34′53″E / 46.712686°N 29.581477°E |                |
| Leuntea                           | SL    | ocolul silvic Copanca, Copanca, parcela 50, subparcelele 12, 14 | Gospodăria Silvică de Stat Bender    | 30,1 ha   | 46°41′37″N 29°35′00″E / 46.693512°N 29.583311°E |                |
| Condrița                          | ST    | ocolul silvic Condrița, Condrița, parcela 17, subparcela 1 | Gospodăria Silvică de Stat Strășeni  | 61 ha     | 47°01′22″N 28°36′25″E / 47.022775°N 28.607049°E | vezi mai multe |
| Roșcani                           | ST    | ocolul silvic Ghidighici, Rădeni, parcelele 10, 11, subparcelele 6, 7 | Gospodăria Silvică de Stat Chișinău  | 134 ha    | 47°10′53″N 28°40′23″E / 47.181269°N 28.673014°E | vezi mai multe |
| Hligeni                           | SD    | la nord-vest de satul Mateuți, ocolul silvic Șoldănești, Hligeni, parcela 31 | Gospodăria Silvică de Stat Soroca    | 70 ha     | 47°50′51″N 28°52′26″E / 47.847426°N 28.873761°E | vezi mai multe |
| Olănești                          | SV    | la sud-est de satul Olănești, ocolul silvic Ștefan Vodă, Olănești, parcela 23 | Gospodăria Silvică de Stat Bender    | 108 ha    | 46°29′52″N 29°57′18″E / 46.49774°N 29.95502°E   |                |
| Ghiliceni                         | TL    | la sud-vest de satul Ghiliceni, ocolul silvic Mîndrești, Ghiliceni, parcela 24, subparcelele 1, 9, 11 | Gospodăria Silvică de Stat Telenești | 38 ha     | 47°26′52″N 28°13′57″E / 47.447762°N 28.232376°E |                |
| Telenești                         | TL    | la nord de satul Crăsnășeni, ocolul silvic Telenești, Vila Telenești, parcela 50 | Gospodăria Silvică de Stat Telenești | 111 ha    | 47°27′52″N 28°24′15″E / 47.464538°N 28.404092°E | vezi mai multe |
| Vadul lui Isac                    | VL    | ocolul silvic Slobozia, Vadul lui Isac, parcela 33 | Gospodăria Silvică de Stat Cahul     | 68 ha     | 45°44′51″N 28°16′09″E / 45.747438°N 28.269254°E |                |
| Flămînda                          | VL    | ocolul silvic Vulcănești, Flămînda, parcela 14, subparcela 3; parcela 15, subparcela 4; parcela 22, subparcelele 9, 12; parcela 24, subparcelele 2, 7; parcela 26, subparcelele 6, 9; parcela 28, subparcela 3; parcela 32, subparcela 5 | Gospodăria Silvică de Stat Cahul     | 71 ha     | 45°46′04″N 28°16′54″E / 45.767916°N 28.281604°E |                |
| Rezervații de plante medicinale   |       | |                                      |           |                                                 |                |
| Rosoșeni                          | BR    | ocolul silvic Briceni, Rosoșeni, parcelele 2, 5, 6, 8, 9 | Gospodăria Silvică de Stat Edineț    | 368 ha    | 48°22′28″N 27°01′42″E / 48.374485°N 27.028433°E |                |
| Cahul                             | CH    | ocolul silvic Larga, Români, parcelele 28, 29, 31-33, 39, 40 | Gospodăria Silvică de Stat Cahul     | 343 ha    | 46°02′18″N 28°17′16″E / 46.038268°N 28.287765°E |                |
| Hrușca                            | CC    | ocolul silvic Camenca, Valea Hrușca, parcelele 3-5 | Gospodăria Silvică de Stat Rîbnița   | 170 ha    | 48°06′39″N 28°36′26″E / 48.110834°N 28.607238°E |                |
| Bugeac                            | GE    | la vest de sediul brigăzii nr. 2 | Întreprinderea Agricolă „Bugeac”     | 56 ha     | 46°23′31″N 28°41′34″E / 46.391972°N 28.692888°E | vezi mai multe |
| Cernoleuca                        | DN    | ocolul silvic Dondușeni, Cernoleuca, parcelele 43, 46-48 | Gospodăria Silvică de Stat Edineț    | 337 ha    | 48°20′26″N 27°34′59″E / 48.340609°N 27.583085°E |                |
| Logănești                         | HN    | ocolul silvic Logănești, Vila Logănești, parcelele 13-15, 18-20, 23, 24 | Gospodăria Silvică de Stat Hîncești  | 710 ha    | 46°54′41″N 28°30′15″E / 46.911297°N 28.504063°E | vezi mai multe |
| Sărata Galbenă                    | HN    | ocolul silvic Cărpineni, Sărata Galbenă parcelele 24, 30, 31, 35, 36 | Gospodăria Silvică de Stat Hîncești  | 424 ha    | 46°42′50″N 28°23′33″E / 46.71393°N 28.392483°E  |                |
| Seliște                           | NS    | ocolul silvic Păruceni, Seliște-Leu, parcelele 27-30 | Gospodăria Silvică de Stat Nisporeni | 315 ha    | 47°06′22″N 28°05′35″E / 47.106005°N 28.093189°E | vezi mai multe |
| Rădoaia                           | SG    | ocolul silvic Alexăndreni, Rădoaia, parcela 23 | Gospodăria Silvică de Stat Bălți     | 73 ha     | 47°45′07″N 28°09′42″E / 47.751816°N 28.161791°E | vezi mai multe |
| Rezervații mixte                  |       | |                                      |           |                                                 |                |
| Cantemir                          | CT    | lunca inundabilă a râului Prut la sud de orașul Cantemir | Întreprinderea agricolă „Drujba”     | 132 ha    | 46°16′40″N 28°09′48″E / 46.277757°N 28.163415°E | vezi mai multe |
| Ecosistemul acvatic „Lebăda albă” | LV    | la nord-vest de orașul Leova | Primăria orașului Leova              | 30 ha     | 46°29′27″N 28°14′02″E / 46.490712°N 28.233873°E | vezi mai multe |
| Mlaștina „Togai”                  | SV    | la est de satul Crocmaz, 100 m de la albia Nistrului, ocolul silvic Olănești, parcela 27 | Gospodăria Silvică de Stat Bender    | 50 ha     | 46°28′06″N 30°00′40″E / 46.468311°N 30.011161°E |                |